# Taming the Tiger
Taming the Tiger é o décimo sexto álbum de estúdio da cantora e compositora canadense Joni Mitchell, lançado em 29 de setembro de 1998, por intermédio da Reprise Records.

## Lista de faixas
Todas as faixas escritas e compostas por Joni Mitchell, exceto onde escrito. 
| N.º | Título                    | Compositor(es)              | Duração |  |
| 1.  | "Harlem in Havana"        |                             | 4:25    |  |
| 2.  | "Man from Mars"           |                             | 4:09    |  |
| 3.  | "Love Puts on a New Face" |                             | 3:46    |  |
| 4.  | "Lead Balloon"            |                             | 3:38    |  |
| 5.  | "No Apologies"            |                             | 4:17    |  |
| 6.  | "Taming the Tiger"        |                             | 4:18    |  |
| 7.  | "The Crazy Cries Love"    | Joni Mitchell, Don Freed    | 3:54    |  |
| 8.  | "Stay in Touch"           |                             | 2:59    |  |
| 9.  | "Face Lift"               |                             | 4:41    |  |
| 10. | "My Best to You"          | Gene Willadsen, Isham Jones | 2:52    |  |
| 11. | "Tiger Bones"             |                             | 4:18    |  |